# Алеринг
Алеринг (фр. Hallering) насеље је и општина у североисточној Француској у региону Лорена, у департману Мозел која припада префектури Буле Мозел.
По подацима из 2011. године у општини је живело 114 становника, а густина насељености је износила 32,11 становника/km². Општина се простире на површини од 3,55 km². Налази се на средњој надморској висини од 400 метара (максималној 378 m, а минималној 260 m).

## Демографија
| 1962. | 1968. | 1975. | 1982. | 1990. | 1999. | 2011. |
| ----- | ----- | ----- | ----- | ----- | ----- | ----- |
| 88    | 104   | 84    | 88    | 81    | 102   | 114   |

График промене броја становника у току последњих година